# Gerolamo Quaglia
Gerolamo Quaglia (født 8. februar 1902 i São Paulo, Brasilien, død 11. november 1985 i Genova) var en italiensk bryder, som deltog i to olympiske lege i 1920'erne.
Quaglia var første gang med ved OL i 1924 i Paris. I fjervægt i græsk-romersk brydning tabte han i førte runde til en bryder fra Tjekkoslovakiet og i anden runde til Aage Torgensen fra Danmark. Han var dermed ude af turneringen.
Han stillede op i samme disciplin ved OL 1928 i Amsterdam, og her gik det bedre. Han vandt først over en portugisisk bryder, derpå over en hollandsk, inden han var oversidder i tredje runde. I fjerde runde vandt han over en tyrkisk bryder, inden han i semifinalen tabte til svenskeren Erik Malmberg. Malmberg tabte siden i finalen til esteren Voldemar Väli, og Quaglia fik som taber i semifinalen bronze.